# Ectropis dicranucha
Ectropis dicranucha är en fjärilsart som beskrevs av Turner 1947. Ectropis dicranucha ingår i släktet Ectropis och familjen mätare. Inga underarter finns listade i Catalogue of Life.